# Сионгко Давид, Пабло Вирхилио
Пабло Вирхилио Сионгко Давид (исп. Pablo Virgilio Siongco David; род. 2 марта 1959, Бетис, Пампанга, Центральный Лусон, Филиппины) — филиппинский кардинал. Титулярный епископ Гуардьяльфьеры и вспомогательный епископ Сан-Фернандо с 27 мая 2006 по 14 октября 2015. Епископ Калукана с 14 октября 2015. Вице-председатель Конференции католических епископов Филиппин с 1 декабря 2017 по 1 декабря 2021. Председатель Конференции католических епископов Филиппин с 1 декабря 2021. Кардинал-священник с титулом церкви Трасфигурационе-ди-Ностро-Синьоре-Джезу-Кристо с 7 декабря 2024.